# Conrad von Saldern
Conrad Adam Leopold von Saldern (* 3. Januar 1847 auf Plattenburg; † 8. Juni 1908 in Charlottenburg) war ein deutscher Diplomat.

## Leben

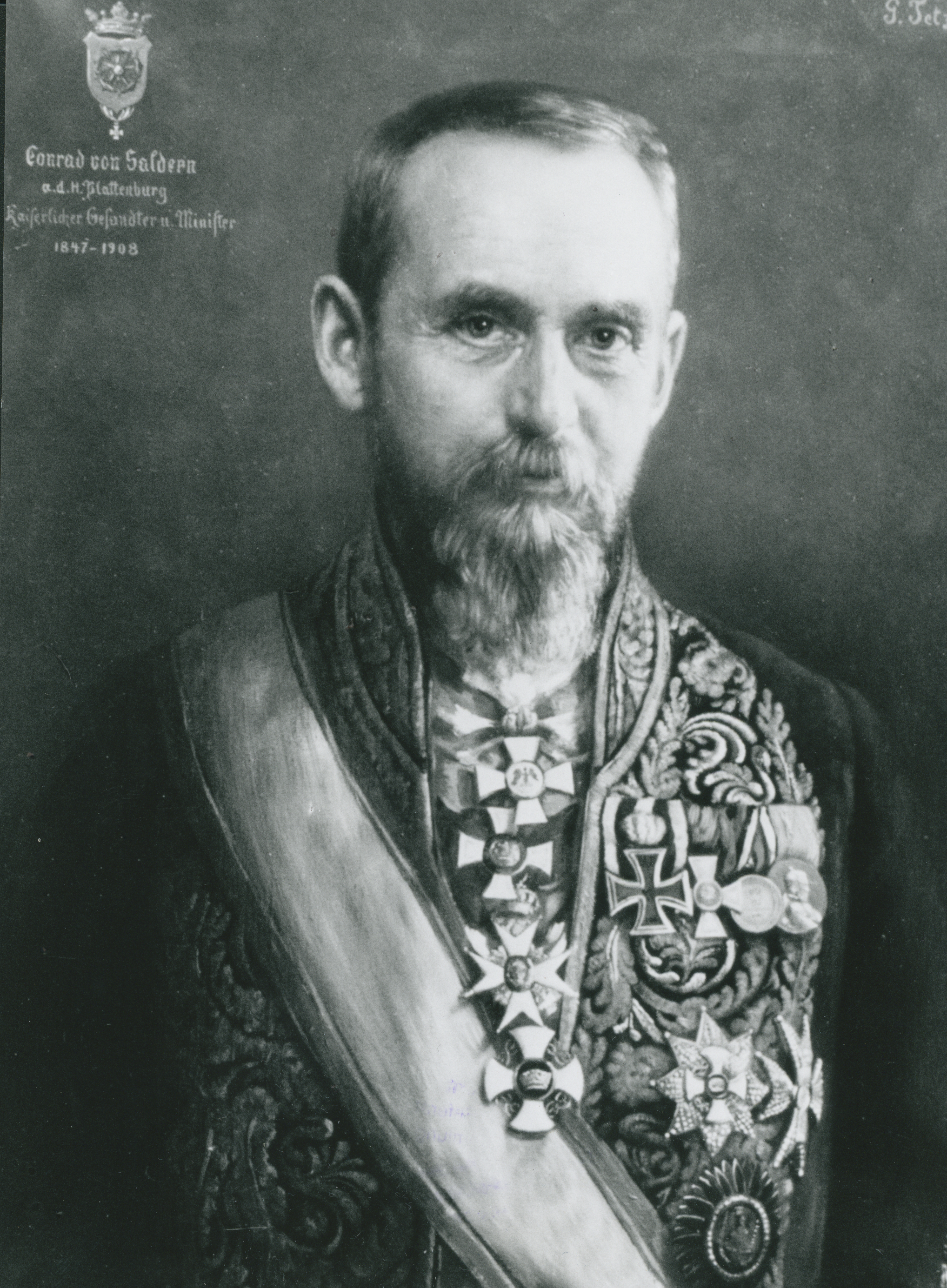
Conrad von Saldern

Conrad von Saldern wurde als dritter Sohn des Adolf von Saldern, Herrn auf Plattenburg, und seiner Frau Alexandrine, geb. von Busch geboren. Sein Abitur machte er 1866 auf der Klosterschule Roßleben. Das Studium der Rechtswissenschaften in Berlin schloss er 1870 mit dem Referendarexamen ab. Zwischenzeitlich diente er als Einjährig-Freiwilliger im Ulanen-Regiment Nr. 11, in dem er zuletzt den Rang eines Rittmeisters der Reserve bekleidete. 1870/71 nahm er am Deutsch-Französischen Krieg teil. 1871 trat er in den preußischen Justizdienst und wurde bis 1878 bei der Verwaltung des Reichslands Elsass-Lothringen eingesetzt. 1880 wurde er als Anwärter in den Auswärtigen Dienst berufen. Er übernahm 1882 die Verwaltung des Konsulats in Ragusa und 1884 die interimistische Verwaltung des Generalkonsulat in Sofia. 1885 wurde er – inzwischen mit dem Charakter als Legationsrat – vorübergehend wieder im Auswärtigen Amt verwendet, und weiterhin in der Rang-  und Quartiersliste der Königlich Preußischen Armee als Reserveoffizier seines alten Regiments geführt.
1887 erfolgte die Ernennung zum kommissarischen Leiter der Kaiserlichen Ministerresidentur in Tanger. Noch im gleichen Jahr wurde Saldern an das Generalkonsulat in Warschau abgeordnet, 1888 zur zeitweiligen Vertretung des Generalkonsuls in Odessa. Im Dezember 1888 wurde er Konsul in Tiflis, 1893 Konsul in Basel, 1897 in Stockholm mit dem Charakter als Generalkonsul. Nach weiterer Tätigkeit als Ministerresident und Generalkonsul in Bangkok wurde er im Januar 1903 Ministerresident in außerordentlicher Mission am Hof des Kaisers von Korea und gleichzeitig mit der Verwaltung des Konsulats beauftragt. Im März 1903 wurde er zum Ministerresidenten in Seoul ernannt und war damit der erste und einzige Amtsinhaber vor der Okkupation Koreas durch Japan. 1906 kehrte er in die Zentrale des Auswärtigen Amtes in Berlin zurück. Im Juni 1906 wurde er in den einstweiligen Ruhestand versetzt. Er starb im Juni 1908 und wurde auf dem Familienfriedhof in Plattenburg beigesetzt.

## Auszeichnungen
- Roter Adlerorden 2. Klasse mit Eichenlaub